# Ryssby garveri

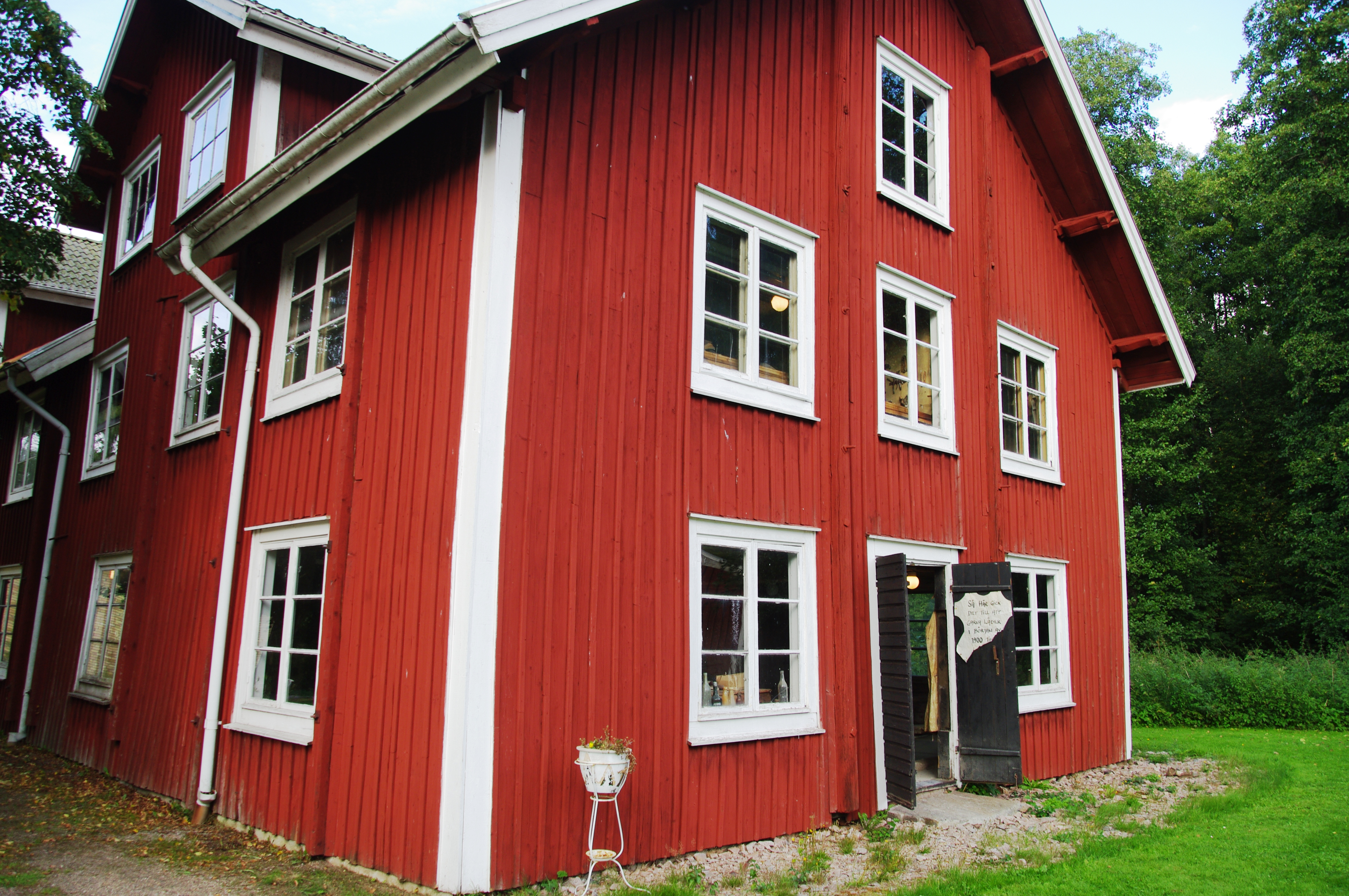
Ryssby Garveri

Ryssby Garveri är ett museum och byggnadsminne i Småland.
Garveriet, som ligger intill Ryssbyån i Ryssby garvade hudar och tillverkade skodon från  1861 till 1984. Själva garveriverksamheten lades ned 1941. De flesta inventarierna finns kvar i den kulturminnesmärkta byggnaden.

## Historik
Garveriverksamheten etablerades år 1861 av garvare Nils Magnus Folin från Långhult. Med begagnat byggnadsmaterial uppförde han sin timmerbyggnad vid ån i Ryssby. 
Garveriet skiftade ägare flera gånger. År 1875 övertogs verksamheten av David de Verdier med fru. De sålde senare rörelsen för 3 000 riksdaler till Johan August Kindstrand från Östanåkra som började att tillverka sulläder åt bygdens sko- och sadelmakare. 
När man tillika skulle tillverka ovanläder behövdes mer personal och tre bröder från grannbyn Nästgård anställdes. Två av dem slutade snart igen så kvar i Ryssby blev bara en bror, Alfred Angel. År 1897 gifte han sig med garvare Kindstrands dotter Emma och snart föddes sonen Jacob.
Garveriet byggdes om och år 1906 började man att tillverka träskor, skor och stövlar. Verksamheten utökades med ett sadelmakeri och en läderaffär. År 1910 tog Alfred  över garveriet efter sin svärfar och drev det fram till sin död 1926. Sonen Jacob Angel köpte ut sina syskon från dödsboet år 1933. Han moderniserade företaget och skaffade utrustning för  arbetskrävande moment bl.a. en läderpress för den avvattning av lädret som tidigare  utfördes för hand med hjälp av skavsten.
Garveriet stoppade driften 1941 på grund av andra världskriget och garvningen kom aldrig i gång igen. Efter kriget startade däremot beredningen av pälsar samt tillverkningen och försäljningen av tofflor, seldon m.m. upp igen. Driften fortsatte till år 1984 då all verksamhet lades ner.
Garveriet i Ryssby sysselsatte som mest ett tiotal man.

## Byggnadsminne
2013 förklarades Ryssby garveri som byggnadsminne